# Wallkill (contea di Ulster, New York)
Wallkill è un census-designated place (CDP) degli Stati Uniti d'America, situato nello stato di New York, nella contea di Ulster.